# Dynamic Duo (ban nhạc)
Dynamic Duo (tiếng Hàn: 다이나믹 듀오) là một bộ đôi hip hop Hàn Quốc bao gồm hai rapper Choiza và Gaeko. Họ trở nên nổi tiếng với album đầu tiên Taxi Driver năm 2004 , trở thành album hip hop Hàn Quốc bán chạy nhất từ trước đến nay. Họ đã ký hợp đồng với Amoeba Culture, một hãng thu âm hip hop mà họ thành lập vào năm 2006. 

## Lịch sử
Choiza và Gaeko là bạn từ khi còn nhỏ và ra mắt vào năm 1999 với bộ ba hip hop CB Mass. Nhóm đã phát hành ba album trước khi tan rã vào năm 2003 sau khi vụ việc thành viên thứ ba của CB Mass đã ăn cắp tiền của nhóm.
Dynamic Duo ra mắt vào năm sau với album Taxi Driver. Nó đã trở thành album hip hop bán chạy nhất ở Hàn Quốc, với doanh số 50.000 bản trong tháng đầu tiên sau khi phát hành. Album thứ hai của họ,2005's Double Dynamite, đã giành giải Album Hip Hop xuất sắc nhất tại Lễ trao giải Âm nhạc Hàn Quốc năm 2006.
Sau khi thành lập hãng thu âm hip hop Amoeba Culture vào năm 2006, Dynamic Duo đã phát hành album thứ ba Enlightening  vào năm 2007. Cùng năm đó họ cũng giành giải Video âm nhạc xuất sắc nhất tại Mnet Asian Music Awards  cho bài hát "Attendance Check".Họ đã phát hành thêm hai album 2008's Last Days và 2009's Band of Dynamic Brothers. Trước khi cả hai tham gia nghĩa vụ quân sự tại cùng một trại ở Uijeongbu, tỉnh Gyeonggi.
Choiza và Gaeko cũng đã tự sản xuất và thu âm các đĩa đơn của riêng mình thông qua dự án 'NOWorkend' - một loạt các đĩa đơn ra mắt từ hãng Amoeba Culture đại diện cho các bài hát của các nghệ sĩ của hãng thể hiện khía cạnh hoàn toàn khác của họ với người hâm mộ.
Năm 2013, album thứ 7 của họ mang tên "Lucky Numbers" được lên kế hoạch phát hành vào tháng 7. Album có sự góp mặt của các nghệ sĩ như Hyolyn của SISTAR, Primary, Zion.T và Supreme Team.
Album thứ 8 của họ, "Grand Carnival" được phát hành vào tháng 11 năm 2015.

## Danh sách đĩa nhạc

### Album phòng thu
| Tên | Thông tin                                                                           | Thứ tự trong BXH | Doanh thu      |
| Tên | Thông tin                                                                           | KOR              | Doanh thu      |
| --- | ----------------------------------------------------------------------------------- | ---------------- | -------------- |
| Taxi Driver | - Phát hành: 17/05/2004 - Công ty: Gap Entertainment - Dạng: CD, cassette           | 7                | - KOR: 57,587+ |
| Double Dynamite | - Phát hành: 26/10/2005 - Công ty: Gap Entertainment - Dạng: CD, cassette           | —                | —              |
| Enlightened | - Phát hành: 31/05/2007 - Công ty: Amoeba Culture - Dạng: CD                        | 2                | - KOR: 38,860+ |
| Last Days | - Phát hành: 21/08/2008 - Công ty: Amoeba Culture - Dạng: CD, cassette              | 5                | - KOR: 24,133+ |
| Band Of Dynamic Brothers                                                                                               | - Phát hành: 7/10/2009 - Công ty: Amoeba Culture - Dạng: CD, tải xuống kỹ thuật số  | 46*              | —              |
| Dynamic Duo 6th Digilog 1/2                                                                                            | - Phát hành: 25/11/2011 - Công ty: Amoeba Culture - Dạng: CD, tải xuống kỹ thuật số | 6                | - KOR: 9,961   |
| Dynamic Duo 6th Digilog 2/2                                                                                            | - Phát hành: 04/01/2012 - Công ty: Amoeba Culture - Dạng: CD, tải xuống kỹ thuật số | 1                | - KOR: 7,057   |
| Lucky Numbers | - Phát hành: 1/7/2013 - Công ty: Amoeba Culture - Dạng: CD, tải xuống kỹ thuật số   | 2                | - KOR: 10,535  |
| Grand Carnival | - Phát hành: 17/11/2015 - Công ty: Amoeba Culture - Dạng: CD, tải xuống kỹ thuật số | 12               | - KOR: 2,025   |
| Off Duty | - Phát hành: 26/11/2019 - Công ty: Amoeba Culture - Dạng: CD, tải xuống kỹ thuật số | 33               | TBA            |
| "—" biểu thị album không có bảng xếp hạng.* Dữ liệu biểu đồ cho năm 2009 không có sẵn trước tuần của ngày 27 tháng 12. |                                                                                     |                  |                |

### Đĩa đơn
| Tên                                  | Năm  | Thứ tự trong BXH | Doanh thu(DL)    | Album                         |
| Tên                                  | Năm  | KOR              | Doanh thu(DL)    | Album                         |
| ------------------------------------ | ---- | ---------------- | ---------------- | ----------------------------- |
| "Resume" (이력서) feat. Lisa         | 2004 | —                | —                | Taxi Driver                   |
| "Thinner" (신나? (우리가 누구?)      | 2004 | —                | —                | Taxi Driver                   |
| "Insomnia" (불면증) feat. Bobby Kim  | 2004 | —                | —                | Taxi Driver                   |
| "Ring My Bell" feat. Naul            | 2004 | —                | —                | Taxi Driver                   |
| "Go Back" (고백) feat. Jungin        | 2005 | —                | —                | Double Dynamite               |
| "Fugitive" (도망자)                  | 2006 | —                | —                | Non-album single              |
| "Attendance Check" (출첵) feat. Naul | 2007 | —                | —                | Enlightened                   |
| "Heartbreaker" feat. Kim Jong-wan    | 2007 | —                | —                | Non-album single              |
| "Solo" feat. Alex Chu                | 2008 | —                | —                | Last Days                     |
| "Gone" feat. Joohee                  | 2008 | —                | —                | Non-album singles             |
| "Beyond The Wall" feat. Supreme Team | 2009 | —                | —                | Non-album singles             |
| "Sorry" (미안해)                     | 2009 | —                | —                | Non-album singles             |
| "Guilty" (죽일 놈)                   | 2009 | 63               | —                | Band Of Dynamic Brothers      |
| "Girl" (해뜰때까지만)                | 2011 | 4                | - KOR: 972,965   | Dynamic Duo 6th Digilog 1/2   |
| "Friday Night" (불타는 금요일)       | 2011 | 15               | - KOR: 1,285,969 | Dynamic Duo 6th Digilog 1/2   |
| "Without You" (거기서거기)           | 2012 | 2                | - KOR: 2,587,845 | Dynamic Duo 6th Digilog 2/2   |
| "Baaam" feat. Muzie                  | 2013 | 1                | - KOR: 1,170,657 | Lucky Numbers                 |
| "Summer Time" (자리비움)             | 2014 | 6                | - KOR: 396,212   | Non-album singles             |
| "AEAO" with DJ Premier               | 2014 | 11               | - KOR: 338,273   | Non-album singles             |
| "SsSs" (싱숭생숭) feat. Lena Park    | 2014 | 6                | - KOR: 575,768   | Non-album singles             |
| "Only For You" (너 하나만을 위해)    | 2015 | 87               | - KOR: 23,338    | Two Yoo Project Sugar Man OST |
| "Jam" (꿀잼)                         | 2015 | 3                | - KOR: 351,064   | Grand Carnival                |
| "Highfive" with Primary              | 2016 | 23               | - KOR: 82,045    | Non-album single              |
| "Lucky" (좋겠다)                     | 2016 | 90               | - KOR: 19,375    | The Sound of Your Heart OST   |
| "Nosedive" (기다렸다 가) feat. Chen  | 2017 | 2                | - KOR: 624,801   | Non-album singles             |
| "Bongjeseon" (봉제선) feat. Suran    | 2018 | 38               | —                | Non-album singles             |
| "Hemi's Room" (북향) feat. Oh Hyuk   | 2018 | 18               | —                | Off Duty                      |
| "MSG" (맵고짜고단거) feat. Penomeco  | 2019 | 80               | —                | Off Duty                      |
| "Flash" (그걸로 됐어)                | 2019 | 140              | —                | Off Duty                      |
| "You" (혼자) with Chen               | 2020 | 105              | —                | TBA                           |

### Các bài hát được xếp hạng khác
| Tên                                                         | Năm  | Thứ tự trong BXH | Sales (DL)     | Album                       |
| Tên                                                         | Năm  | KOR              | Sales (DL)     | Album                       |
| ----------------------------------------------------------- | ---- | ---------------- | -------------- | --------------------------- |
| "Lost One" (막잔하고 나갈게)                                | 2011 | 34               | - KOR: 358,504 | Dynamic Duo 6th Digilog 1/2 |
| "In The Line Of Fire" (사선에서) feat. Mad Soul Child       | 2011 | 45               | - KOR: 322,210 | Dynamic Duo 6th Digilog 1/2 |
| "Forever Young" (살발해) feat. Beenzino                     | 2011 | 52               | - KOR: 234,567 | Dynamic Duo 6th Digilog 1/2 |
| "Sleep Disorder" (수면장애)                                 | 2011 | 54               | - KOR: 228,535 | Dynamic Duo 6th Digilog 1/2 |
| "Precious Love" feat. Jinbo                                 | 2011 | 58               | - KOR: 208,435 | Dynamic Duo 6th Digilog 1/2 |
| "Great Expectation" (남자로서)                              | 2011 | 68               | - KOR: 188,776 | Dynamic Duo 6th Digilog 1/2 |
| "Digilog Intro"                                             | 2011 | —                | - KOR: 59,546  | Dynamic Duo 6th Digilog 1/2 |
| "Be..." (참고 살아)                                         | 2012 | 20               | - KOR: 482,809 | Dynamic Duo 6th Digilog 2/2 |
| "Misunderstood" (오해) feat. Simon Dominic, Hangzoo         | 2012 | 36               | - KOR: 259,284 | Dynamic Duo 6th Digilog 2/2 |
| "Namsan Woman" (남산워먼) feat. UV                          | 2012 | 39               | - KOR: 238,214 | Dynamic Duo 6th Digilog 2/2 |
| "Art of Love" (사랑의 미학)                                 | 2012 | 46               | - KOR: 210,860 | Dynamic Duo 6th Digilog 2/2 |
| "Check This Out!!!" (제끼자) feat. Yankie, Yabul            | 2012 | 51               | - KOR: 152,620 | Dynamic Duo 6th Digilog 2/2 |
| "Innocent Prisoner" (혹으로 알아)                           | 2012 | 53               | - KOR: 153,114 | Dynamic Duo 6th Digilog 2/2 |
| "Go Hard!!" (확가게)                                        | 2012 | 56               | - KOR: 148,977 | Dynamic Duo 6th Digilog 2/2 |
| "Art of Love" (사랑의 미학) Primary remix                   | 2012 | 89               | - KOR: 67,905  | Dynamic Duo 6th Digilog 2/2 |
| "Outro"                                                     | 2012 | —                | - KOR: 60,601  | Dynamic Duo 6th Digilog 2/2 |
| "Three Dopeboyz" (쌔끈해) feat. Zion.T                      | 2013 | 5                | - KOR: 499,591 | Lucky Numbers               |
| "Hot Wings" (날개뼈) feat. Hyolyn                           | 2013 | 11               | - KOR: 471,729 | Lucky Numbers               |
| "Life Is Good" (거품 안 넘치게 따라줘) feat. Crush, DJ Friz | 2013 | 12               | - KOR: 303,914 | Lucky Numbers               |
| "Return Of The Kings" (진격의 거인 둘)                      | 2013 | 13               | - KOR: 280,967 | Lucky Numbers               |
| "Lee Dae-ho" (만루홈런) feat. Supreme Team, DJ Friz         | 2013 | 18               | - KOR: 226,290 | Lucky Numbers               |
| "Airplane Mode" feat. Lee Joo-han, Hyewon, Simo             | 2013 | 27               | - KOR: 165,188 | Lucky Numbers               |
| "Shoot - Goal In" (슛 골인)                                 | 2013 | 30               | - KOR: 161,942 | Lucky Numbers               |
| "Shin Dong-yeop" (가끔씩 오래 보자)                         | 2013 | 32               | - KOR: 162,517 | Lucky Numbers               |
| "Good Morning Love" (아침사랑)                              | 2013 | 33               | - KOR: 153,132 | Lucky Numbers               |
| "Tragedy Part 2" (비극 Part 2)                              | 2013 | 39               | - KOR: 137,251 | Lucky Numbers               |
| "Crime Scene" (범죄야 범죄) feat. Jung Jae-il               | 2013 | 40               | - KOR: 140,707 | Lucky Numbers               |
| "Skit #1"                                                   | 2013 | 50               | - KOR: 102,261 | Lucky Numbers               |
| "Animal" with DJ Premier                                    | 2014 | 84               | - KOR: 33,623  | Non-album single            |
| "Picnic" (야유회) feat. Zico                                | 2015 | 23               | - KOR: 97,964  | Grand Carnival              |
| "Give It" (있어줘) feat. Lydia Park                         | 2015 | 30               | - KOR: 92,807  | Grand Carnival              |
| "Eat and Sleep" (먹고하고자고)                              | 2015 | 33               | - KOR: 92,852  | Grand Carnival              |
| "If Winter Comes" (겨울이오면)                              | 2015 | 36               | - KOR: 79,016  | Grand Carnival              |
| "How You Doing?" (요즘어때?) feat. Dean                     | 2015 | 38               | - KOR: 72,826  | Grand Carnival              |
| "Title Track" (타이틀곡) feat. Verbal Jint                  | 2015 | 41               | - KOR: 62,847  | Grand Carnival              |
| "On The Roof" (옥상에서)                                    | 2015 | 55               | - KOR: 36,469  | Grand Carnival              |
| "J.O.T.S." feat. Nafla                                      | 2015 | 63               | - KOR: 35,099  | Grand Carnival              |
| "Dodolipyo" (도돌이표)                                      | 2015 | 80               | - KOR: 29,671  | Grand Carnival              |
| "Residents Reported" (주민신고) feat. Sway D                | 2015 | —                | - KOR: 23,932  | Grand Carnival              |
| "—" denotes releases that did not chart.                    |      |                  |                |                             |

## Giải thưởng và đề cử

### Asia Artist Awards
| Năm  | Giải thưởng       | Đề cử       | Kết quả   | Tham khảo |
| ---- | ----------------- | ----------- | --------- | --------- |
| 2016 | Best Choice Award | Dynamic Duo | Đoạt giải | [ 50 ]    |

### Gaon Chart Music Awards
| Năm  | Giải thưởng                | Đề cử                  | Kết quả | Tham khảo |
| ---- | -------------------------- | ---------------------- | ------- | --------- |
| 2018 | Song of the Year – January | "Nosedive" (with Chen) | Đề cử   |           |

### Golden Disk Awards
| Năm  | Giải thưởng   | Đề cử                     | Kết quả   | Tham khảo |
| ---- | ------------- | ------------------------- | --------- | --------- |
| 2007 | Hip Hop Award | "Attendance Check" (출첵) | Đoạt giải | [ 51 ]    |

### Melon Music Awards
| Năm  | Giải thưởng        | Đề cử                  | Kết quả   | Tham khảo |
| ---- | ------------------ | ---------------------- | --------- | --------- |
| 2012 | Top Ten Artists    | Dynamic Duo            | Đề cử     | [ 52 ]    |
| 2012 | Best Rap/Hip Hop   | "Without You"          | Đoạt giải | [ 52 ]    |
| 2013 | Artist of the Year | Dynamic Duo            | Đề cử     | [ 53 ]    |
| 2013 | Top Ten Artists    | Dynamic Duo            | Đoạt giải | [ 53 ]    |
| 2013 | Album of the Year  | Lucky Numbers          | Đề cử     | [ 53 ]    |
| 2017 | Best Rap/Hip Hop   | "Nosedive" (with Chen) | Đoạt giải |           |

### Mnet Asian Music Awards
| Năm  | Giải thưởng              | Đề cử                     | Kết quả   | Tham khảo     |
| ---- | ------------------------ | ------------------------- | --------- | ------------- |
| 2004 | Best Hip Hop Video       | "Ring My Bell"            | Đề cử     | [ 54 ]        |
| 2006 | Best Hip Hop Video       | "Go Back"                 | Đề cử     | [ 55 ] [ 56 ] |
| 2006 | Best Music Video         | "Go Back"                 | Đề cử     | [ 55 ] [ 56 ] |
| 2007 | Best Music Video         | "Attendance Check" (출첵) | Đoạt giải | [ 57 ]        |
| 2007 | Best Music Video         | "Complex"                 | Đề cử     | [ 58 ]        |
| 2007 | Best Hip Hop Performance | "Attendance Check" (출첵) | Đề cử     | [ 58 ]        |
| 2008 | Best Music Video         | "Solo"                    | Đề cử     | [ 59 ]        |
| 2008 | Best Hip Hop Performance | "Solo"                    | Đề cử     | [ 59 ]        |
| 2009 | Best Hip Hop Performance | "Guilty"                  | Đề cử     | [ 60 ]        |
| 2013 | Best Rap Performance     | "BAAAM"                   | Đoạt giải | [ 61 ]        |
| 2017 | Best Collaboration       | "Nosedive"(with Chen)     | Đoạt giải |               |